# Dipseudopsis adiaturix
Dipseudopsis adiaturix är en nattsländeart som beskrevs av Weaver och Malicky 1994. Dipseudopsis adiaturix ingår i släktet Dipseudopsis och familjen Dipseudopsidae. Inga underarter finns listade i Catalogue of Life.